# Лар (Північний Рейн-Вестфалія)
Лар (нім. Laer, [laːr]) — громада в Німеччині, знаходиться в землі Північний Рейн-Вестфалія. Підпорядковується адміністративному округу Мюнстер. Входить до складу району Штайнфурт.
Площа — 35,05 км2. Населення становить 6700 ос. (станом на 31 грудня 2020).